# Angelique Houtveen
Angelique Houtveen (Utrecht, 3 februari 1986) is een Nederlandse radio-diskjockey. Meest recentelijk, tot eind juni 2025, was ze te horen op de funk-, soul- en jazzradiozender Sublime. Ze verwierf bekendheid door lange tijd programma's te maken op NPO Radio 6 en later bij NPO 3FM. Ze werd nog bekender bij een groot publiek doordat ze regelmatig deelnam aan diverse NPO-televisieprogramma's, wat aanving met het veel bekeken programma De Wereld Draait Door van Matthijs van Nieuwkerk.

## Biografie

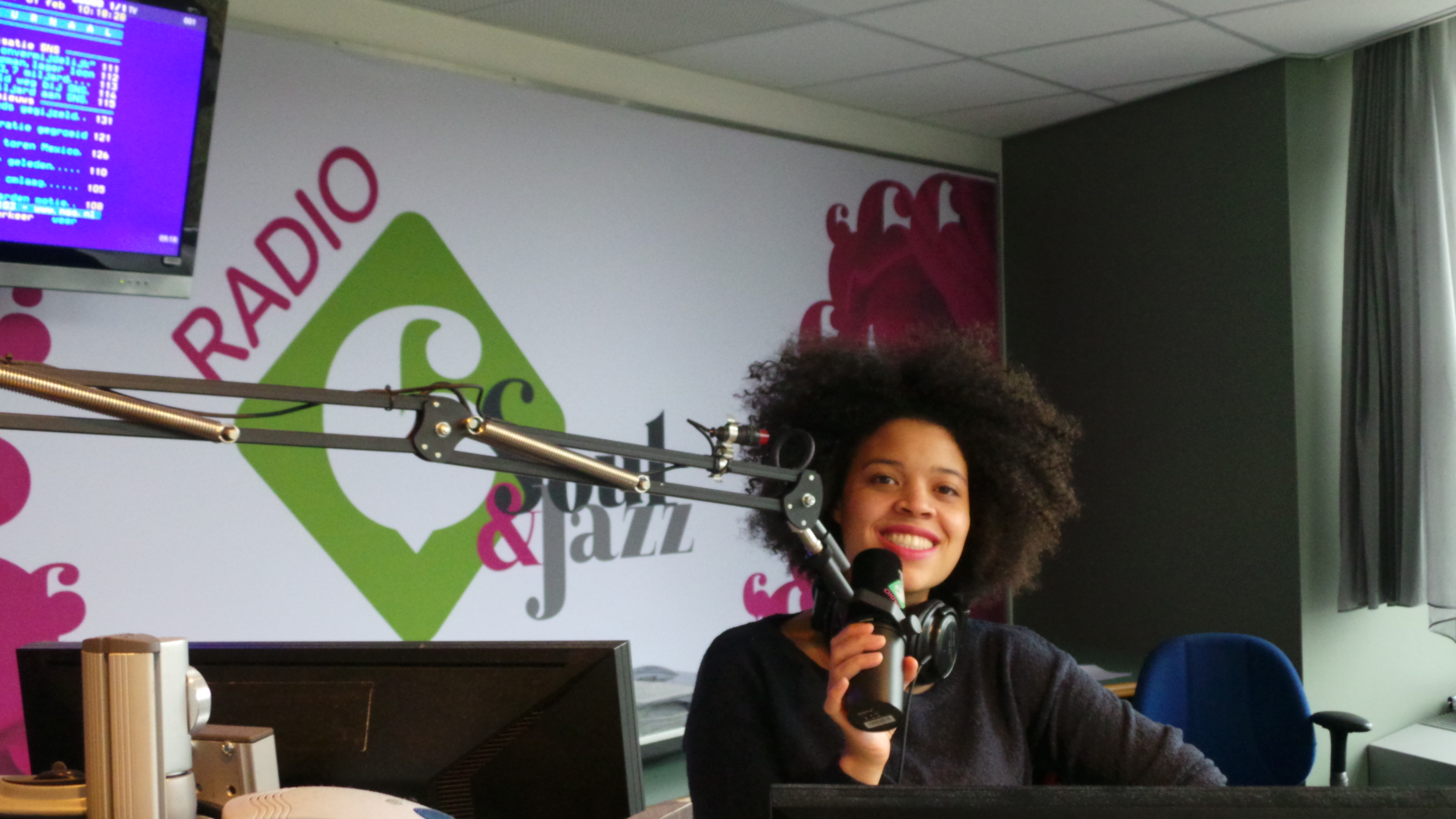
Houtveen in de studio van Radio 6 (2013)

Houtveen begon in 2007 als DJ Angie le Q op feesten en in clubs, in eerste instantie in de dancehall- en reggae-scene. Na haar hbo-studie Media, Informatie & Communicatie aan de Hogeschool van Amsterdam werd Houtveen op 1 januari 2011 toegelaten tot BNN University, het interne opleidingstraject van BNN.
Op NPO Radio 6 was ze van 2011 tot 2013 elke nacht van maandag op dinsdag te horen in het NTR-programma Nightshift en van 2014 tot 2015 dagelijks in het VARA-lunchprogramma Powered by Angelique. In 2016 presenteerde ze een jaar het dagelijkse programma ClassX op FunX.
Op 14 november 2013 won Houtveen de Marconi Award in de categorie "Aanstormend Talent". In de Volkskrant van 28 december 2013 werd Houtveen samen met radiocollega's Sander Hoogendoorn en Frederique de Jong "Radiotalent van 2014" genoemd.
In 2014 debuteerde Houtveen als tafelgaste in het programma De Wereld Draait Door van Matthijs van Nieuwkerk. Later schoof ze ook aan bij de talkshow M van Margriet van der Linden en de talkshows De vooravond en Op1.
In november 2016 begon Houtveen met haar weekendochtendprogramma voor KRO-NCRV op NPO 3FM, iedere zaterdag en zondag van 6.00 tot 9.00 uur. Vanaf september 2017 presenteerde ze het programma Angelique iedere werkdag tussen 14.00 (per oktober 2018 13.00) en 16.00 uur. In hetzelfde jaar nam ze deel aan het Glazen Huis tijdens 3FM Serious Request 2017.
In haar laatste periode op 3FM was haar programma verhuisd naar het weekend onder de naam  Angelique's Afternoon en deed ze een half jaar een tweede radioshow genaamd Solid Vibes met Angelique Houtveen op NPO Radio 2 Soul & Jazz op de vrijdagavond erbij.
Op 9 januari 2021 kondigde ze haar afscheid van 3FM aan op Instagram. Later werd bekend dat Houtveen per 1 maart 2021 een nieuwe middagshow zou gaan presenteren op de soul-, funk- en jazz-zender Sublime.
Daarnaast spreekt Houtveen tijdens evenementen, bijeenkomsten en op scholen over muziek en maatschappelijke onderwerpen en is ze host tijdens festivals en concerten, bijvoorbeeld in juli 2022 bij het North Sea Jazz Festival. In hetzelfde jaar startte Houtveen met het inspreken van luisterboeken.
Houtveen is actief op diverse sociale media. Op YouTube staat onder andere een serie interviews van Houtveen onder de naam Stir it up, gemaakt in samenwerking met de Melkweg, met onder andere Froukje.
Sinds 2019 verzorgt Houtveen de twee pagina tellende rubriek Muziek.enzo in het maandblad LINDA. waarin ze maandelijks haar muziektips deelt en deskundig enige informatie verstrekt over de single of het album en de uitvoerende(n). Aangezien Houtveen in die rubriek al enige tijd ook tips deelt voor podcasts is de naam van de rubriek later veranderd in Luisteren.enzo.
Houtveen begon in maart 2018 haar podcast Angelique's Voice Notes, "over de liefde, muziek, lastige emoties, spiritualiteit, ondernemen, ziek zijn, meditatie en mijn reis door het leven". In die podcast besteedde ze onder andere aandacht aan endometriose. Begin 2018 werd deze aandoening bij haar vastgesteld. Uiteindelijk volgde een noodzakelijke operatie. Houtveen heeft naast haar podcast vele mogelijkheden benut om mensen bewust te maken van deze aandoening zodat degenen die symptomen hebben zelf kunnen aankaarten bij een huisartsbezoek of hun symptomen wellicht door deze aandoening veroorzaakt worden. Zo verscheen ze samen met Tweedekamerlid Corinne Ellemeet in de talkshow Op1 in verband met hun doelen: 'awareness' van endometriose en het beschikbaar krijgen van middelen voor meer onderzoek naar de aandoening.
Ze leverde een bijdrage aan het boek Liberté, égalité, Beyoncé (2021, De Geus, 9789083112268) met verhalen/essays over de invloed van Beyoncé, samenstelling en voorwoord door Munganyende Hélène Christelle, met bijdragen van Rowan Blijd, Ernestine Comvalius, Babeth Fonchie Fotchind, Clarice Gargard, Dalilla Hermans, Angelique Houtveen, Sabrine Ingabire, Soe Nsuki, Amanda Rijff en Marian Spier. In een aflevering van het televisieprogramma Koffietijd, waarin de carrière van Beyoncé werd besproken, lichtten Houtveen en Rijff het boek toe.
In december 2022 sprak Houtveen voor TEDxAmsterdamWomen, met een lezing in het Engels, getiteld The pressure of trying to prove yourself ('De druk van jezelf proberen te bewijzen').
Op 14 december 2023 is na 33 maanden vanwege bezuinigingen een einde gekomen aan De Sublime Middagshow waarbij Houtveen de presentatie van de show gedurende de laatste 15 maanden verdeelde met One'sy Muller. Houtveen bleef werkzaam bij Sublime als music director maar was slechts sporadisch te horen. Er werd wel gedacht aan een nieuw programma voor haar in de toekomst uitgaande van betere tijden voor Sublime.
Sinds 18 november 2024 presenteert ze weer een doordeweekse dagelijkse show, Power to the People, die plaatsvindt tussen 12.00 uur en 13.00 uur. Het is een radioprogramma waarin de luisteraar zijn verhalen, muzikale herinneringen en verzoeknummers kan delen, met muziek als verbindende kracht.
Houtveen was voor Popronde 2025 verkozen als commissielid voor de selectie van de deelnemende artiesten.
Houtveen is als side-kick te zien in het begin 2025 aangevangen NTR-televisieprogramma The Best of Pop. In elke aflevering staat een legendarische artiest of groep centraal. Diederik Ebbinge doet de presentatie en Houtveen vertelt verhalen over hen.
In maart 2025 verscheen na ruim vijf en half jaar de laatste aflevering van de door Houtveen samengestelde rubriek Luisteren enzo in het maandblad LINDA..
In mei 2025 maakte Houtveen bekend op korte termijn te stoppen bij Sublime. Op 27 juni nam ze afscheid tijdens haar laatste Power to The People radioshow, waarbij ze liet weten dat ze een "te gekke tijd" had gehad bij Sublime en Sublime haar bedankte voor haar vierjarige inzet voor de zender. Ze was op zoek gegaan naar nieuwe mogelijkheden en heeft nog geen invulling voor haar vervolgcarrière.

## Soulmate Sessions
Houtveen organiseerde voor haar luisteraars (haar "soulmates") van Radio 6 "Soulmate Sessions" waarbij een artiest voor een klein gezelschap een optreden gaf in de studio. Bij Sublime had ze vanwege de aanwezigheid van een zaal de mogelijkheid om een wat groter opgezette sessie te organiseren. Het was in haar vierjarige periode bij Sublime eenmaal tot stand gekomen. Er werd onder meer opgetreden door de gerenommeerde Nederlandse Soulzangeresen Sarah-Jane Wijdenbosch en Kris Berry. Wel verzorgde Houtveen voor Sublime buiten het kader van haar Soulmate Sessions nog optredens van diverse artiesten zoals bijvoorbeeld Samara Joy.

## Persoonlijke muziekvoorkeur
Houtveen kan geraakt worden door allerlei muzieksoorten. Bij de funk-, soul- en jazzradiozender Sublime is ze echt op haar plaats want dat zijn haar favoriete genres. Haar favoriete artiest aller tijden is Aretha Franklin. Verder houdt ze van de muziek van Beyoncé, Lizzo, D'Angelo en Kendrick Lamar.